# Breg (gmina Žirovnica)
Breg – wieś w Słowenii, w gminie Žirovnica. 1 stycznia 2017 liczyła 682 mieszkańców.